# Leandra retropila
Leandra retropila är en tvåhjärtbladig växtart som beskrevs av Célestin Alfred Cogniaux. Leandra retropila ingår i släktet Leandra och familjen Melastomataceae. Inga underarter finns listade i Catalogue of Life.